# Giuseppe Zaccaria
Giuseppe Zaccaria (Granadero, Faenza, 10 de gener de 1842 - ?), fou un pedagog i escriptor italià. Mestre en diversos instituts i inspector d'escoles a Fermo. Va fundar la biblioteca circulant d'Impruneta. Va deixar escrites un bon nombre d'obres de pedagogia publicades entre 1865 i 1878.